# Nagygordonya
Nagygordonya (horvátul: Veliki Grđevac) falu és község Horvátországban Belovár-Bilogora megyében.

## Fekvése
Belovártól légvonalban 23, közúton 25 km-re délkeletre, Verőcétől légvonalban 27, közúton 39 km-re délnyugatra, a Bilo-hegység déli lejtői alatt, a Grđovica és a Kovačica-patakok közötti termékeny mezőn fekszik.

## A község települései
Közigazgatásilag Cremušina, Donja Kovačica, Dražica, Gornja Kovačica, Kispisznice, Mali Grđevac, Pavlovac, Sibenik, Topolovica, Nagygordonya és Zrinska települések tartoznak hozzá.

## Története
A település mellett állt egykor Gordova (Grdjevac) vára. Gordova első várát valószínűleg Fáncsy Benedek mosoni ispán építtette a 13. században, aki 1248-ban birtokosa volt. Az ő egyik leszármazottja gordovai Fáncsy László 1402 és 1404 között Luxemburgi Zsigmond uralkodása idejében horvát és szlavón bán volt. 1435-ben már csak várhelyként említik. Dénes József ennek a várnak a helyét a falutól délre, a Belovár - Daruvár főúttól nyugatra, a Grđovica-patak északi partján, a helyiek által „Kolo” néven ismert kör alakú, mára beerdősült jelenséggel azonosítja. A légifelvétel alapján itt kirajzolódni látszanak az egykori kettős árok és sáncrendszer nyomai. 1455-ben azonban Fáncsy Frank és rokonai már új adományt kaptak az itteni várkastélyra, mely akkor már régóta a tulajdonuk volt. Feltételezhető, hogy a várkastélyt a család éppen a lerombolt régi vár helyett építtette. Ez a várkastély Dénes szerint a mai falu belterületén főutca és a sportpálya közötti területen állt. Nyoma nem maradt, de az első katonai felmérés egyik térképén még „Gradina” megjelöléssel szerepel. Egykor várispánság és egy nagy uradalom központja volt. Valószínűleg a török háborúkban pusztult el.
A zágrábi püspökséghez tartozó plébániák leírásában 1334-ben megemlítik a település középkori egyházát is, melyet Szűz Mária tiszteletére szenteltek „ecclesia beate virginis de Gordowa” alakban. Ezután a plébániát még 1495-ben, 1507-ben és 1517-ben is említik. Gordovát a 16. század közepén foglalta el a török és területe száz évig lakatlan pusztaság volt. A lakosság az ország biztonságosabb részeire menekült, míg másokat rabságba hurcoltak.
Területe a 17. század közepétől népesült be újra, amikor a török által elpusztított, kihalt területre folyamatosan telepítették be a keresztény lakosságot. 1774-ben az első katonai felmérés térképén „Dorf Gergiyevecz” néven találjuk. A település katonai közigazgatás idején a szentgyörgyvári ezredhez tartozott. 
Lipszky János 1808-ban Budán kiadott repertóriumában „Gergyevecz (Veliki)” néven szerepel. Nagy Lajos 1829-ben kiadott művében „Gergyevecz (Veliki)” néven 281 házzal, 562 katolikus és 1016 ortodox vallású lakossal találjuk.
Első elemi iskoláját 1802-ben alapították, de az első iskolaépület csak 1829-ben épült fel. A katonai közigazgatás megszüntetése után Magyar Királyságon belül Horvát–Szlavónország részeként, Belovár-Kőrös vármegye Grubisno Poljei járásának része volt. 1886-ban a járás egyik községközpontja lett. 1857-ben 1.073, 1910-ben 1.851 lakosa volt. 1910-ben a népszámlálás adatai szerint lakosságának 48%-a horvát, 22%-a szerb, 14%-a magyar, 9%-a cseh, 6%-a német anyanyelvű volt. 1918-ban az új szerb-horvát-szlovén állam, majd később Jugoszlávia része lett.
1941 és 1945 között a németbarát Független Horvát Államhoz, majd a háború után a szocialista Jugoszláviához tartozott. Az 1960-as évek elején megszüntették az önálló Nagygordonya községet, noha éppen ekkor készült el a községháza új épülete, melyben a hivatal ma is működik. 1966-ban aszfaltozták a Belovár – Daruvár főutat, 1967-ben viszont megszűnt a vasútvonal, mely addig a Belovárral és Zágrábbal való vasúti összeköttetést biztosította. 1991-től a független Horvátország része. 1991-ben lakosságának 69%-a horvát, 17%-a szerb nemzetiségű volt. A közigazgatás újraszervezésével ismét létrejött az önálló község. 2011-ben a településnek 1.200, a községnek összesen 2.849 lakosa volt, akik főként mezőgazdasággal foglalkoztak.

## Lakossága
| Lakosság változása | Lakosság változása | Lakosság változása | Lakosság változása | Lakosság változása | Lakosság változása | Lakosság változása | Lakosság változása | Lakosság változása | Lakosság változása | Lakosság változása | Lakosság változása | Lakosság változása | Lakosság változása | Lakosság változása | Lakosság változása |
| ------------------ | ------------------ | ------------------ | ------------------ | ------------------ | ------------------ | ------------------ | ------------------ | ------------------ | ------------------ | ------------------ | ------------------ | ------------------ | ------------------ | ------------------ | ------------------ |
| 1857               | 1869               | 1880               | 1890               | 1900               | 1910               | 1921               | 1931               | 1948               | 1953               | 1961               | 1971               | 1981               | 1991               | 2001               | 2011               |
| 1.073              | 1.305              | 1.177              | 1.575              | 1.829              | 1.851              | 1.749              | 1.917              | 1.873              | 2.078              | 1.958              | 1.849              | 1.639              | 1.525              | 1.358              | 1.200              |

## Nevezetességei
- A Szentlélek tiszteletére szentelt római katolikus plébániatemploma[8] 1832/33-ban épült késő barokk – klasszicista stílusban a korábbi templom helyén. Egyhajós épület, keletre néző szentéllyel, a nyugati homlokzat felett emelkedő harangtoronnyal. A település középkori plébániatemplomát 1334-ben és 1501-ben is említik. A török pusztította el a 16. század közepén. A plébániát 1789-ben alapították meg újra, a plébánia épülete 1827-ben épült.

- A Szentháromság tiszteletére szentelt pravoszláv templomot[9] 1752-ben építették, 1832-ben megújították. Falai megrepedtek és a réseken a nedvesség beszivárgott, tönkretéve a belső teret. A templomnak szép ikonosztáza van, mely szintén szakszerű védelemre szorul. A parókia 1890-ben épült, jelenleg használaton kívül áll.

- A szerbek Szent Demeter tiszteletére szentelt pravoszláv parochiális temploma 1760-ban épült, Mali Grđevacon áll. A délszláv háborúban súlyos károkat szenvedett, berendezése az ikonosztázzal együtt megsemmisült.

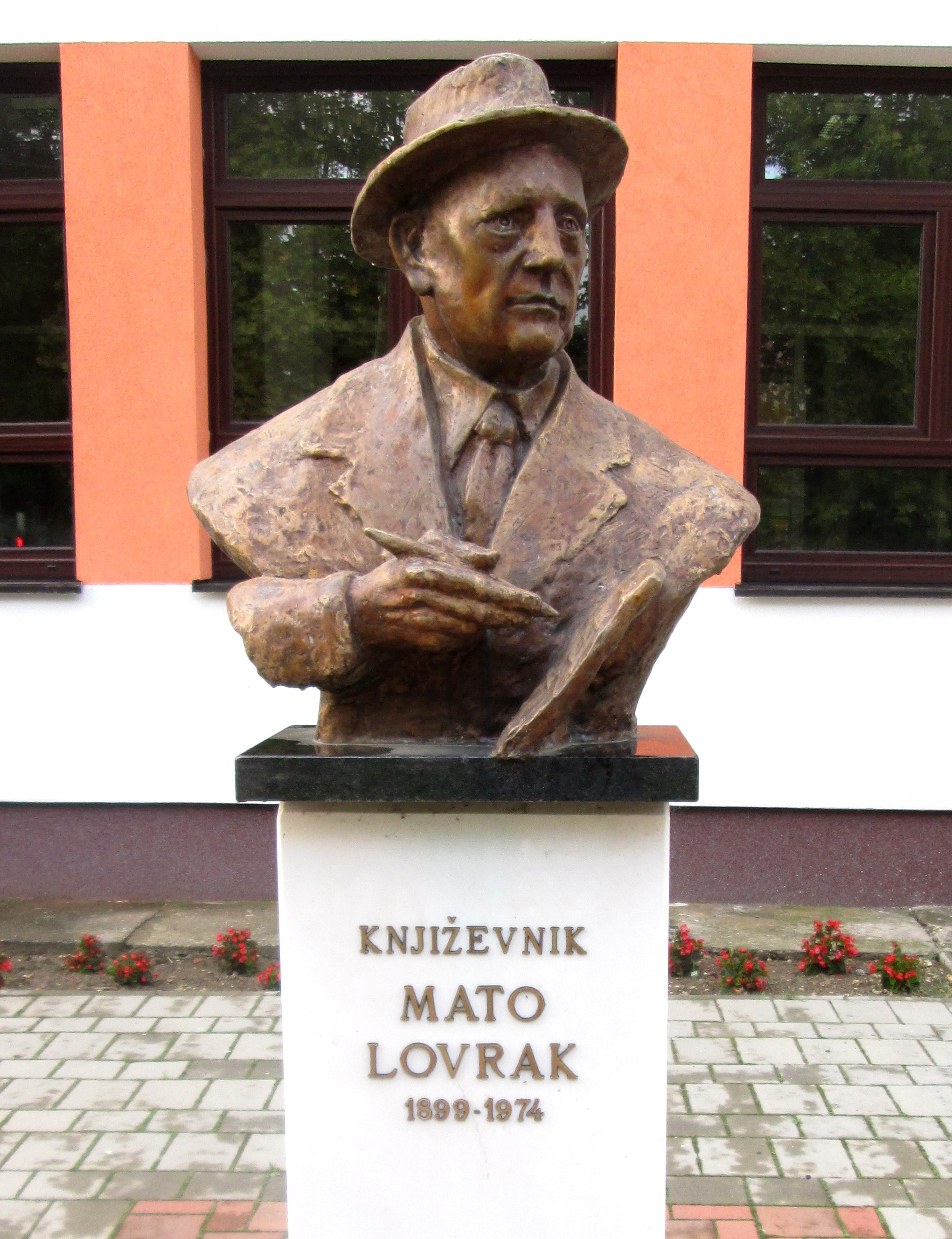
Mato Lovrak szobra szülőhelyén

## Kultúra
A falu kulturális központja nagy szülöttének Mato Lovraknak a nevét viseli. 1987-től minden évben Lovrak kulturális napokat rendeznek az intézményben, melyen az ország legjobb ifjúsági íróit látják vendégül.

## Oktatás
A település első elemi iskoláját 1802-ben alapították, de az első iskolaépület csak 1829-ben épült fel. Ebbe az iskolába iratkozott be az 1905/06-os tanévben Mato Lovrak, az egyik legismertebb horvát gyermekíró, aki 1922 és 1926 között az iskola tanítójaként is dolgozott. 1944-ben az iskola épülete leégett. Az új iskolát 1947-ben építették, 1954-ben pedig nyolcosztályosra bővítették. Az iskolának három kihelyezett alsótagozatos iskolája működik Donja Kovačica, Pavlovac és Mala Pisanica településeken.

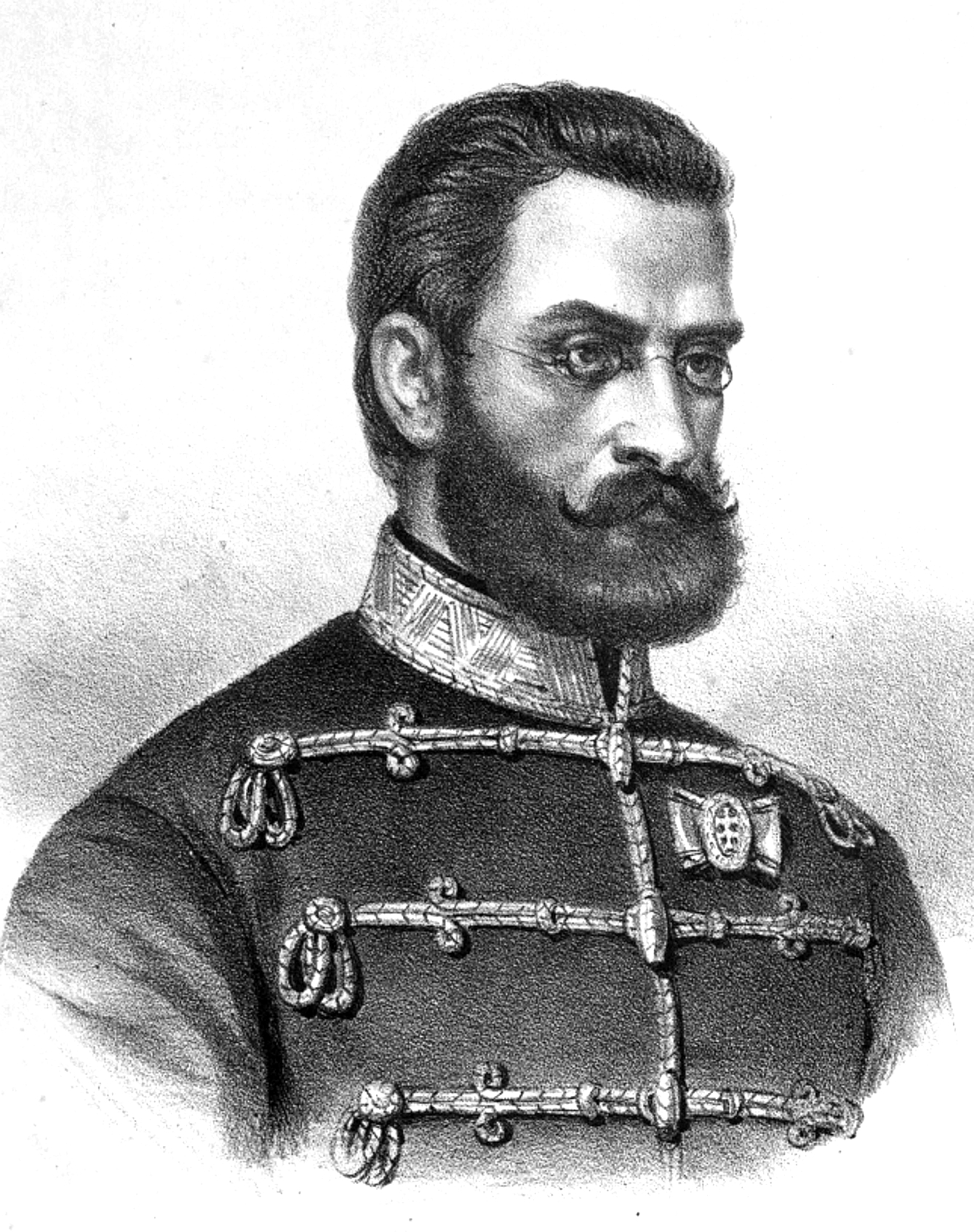
Knezić Károly

## Híres emberek
- Itt született 1808. szeptember 6-án Knezić Károly honvéd vezérőrnagy, az aradi vértanúk egyike.
- Itt született 1899. március 8-án Mato Lovrak horvát gyermekíró.
- Itt született 1912. június 17-én boldog Bánya Bernadett (Bernadeta Banja) az Isteni Szeretet Leányai Kongregációjának nővére, a drinai vértanúk egyike. Vértanúhalált halt 1941. december 15-én Goraždéban. XVI. Benedek pápa képviseletében négy társával együtt 2011. szeptember 24-én avatta boldoggá Szarajevóban Angelo Amato bíboros a Szenttéavatási Ügyek Kongregációjának vezetője.